# ニジェール疑惑
ニジェール疑惑（ニジェールぎわく）は、イラクがニジェールからウランを購入しようとした疑惑である。結局大量破壊兵器は無かったため、ニジェールゲート、ニジェールゲート・スキャンダルとも言われる。

## 概要
2001年末に、イタリアでイラクがウランを購入した証拠があるという情報が流された。そして、この情報はイタリアから、イギリス、アメリカ合衆国へと流された。だが、ニジェールのウランは国際的な管理下にあり、その管理を抜けてイラクへと輸出するのはまず不可能な話であった。だが、その情報を信じた米英両政府は大量破壊兵器があると結論付けイラク戦争は勃発した。
なお、連邦捜査局（FBI）は2005年11月4日にこの情報はイタリア人実業家ロッコ・マルティーノ（en:Rocco Martino）によって金目的ででっち上げられた偽情報だったと発表した。イタリア当局者も同内容の発表をした。その実業家は2000年にイラクにウランを売却しているとするニジェール政府の文書を偽造し、ローマにあるアメリカ中央情報局（CIA）の事務所に売り込もうとした。その事務所の所長は信憑性に欠けると判断したが、その実業家はイタリア共和国の諜報機関SISMIに持ち込み、そこを経由してCIAやイギリスの諜報機関のMI6に伝わったという経緯だった。
だが2001年10月18日の段階で既にCIAは、他に裏づけとする情報が無く、またもし仮にイエローケーキ（ウラン精鉱）の状態でウランが送られたとしてもイラクにはそれを精製濃縮する施設がないと指摘し、疑念を示していた。また、2002年にCIAにより派遣されたジョゼフ・ウィルソンはそのような疑惑に根拠は無いと主張していた。だが結局、それらの意見はアメリカ合衆国政府（アメリカ合衆国大統領行政府）には聞き入れられなかった。さらにアメリカ合衆国政府はジョゼフの妻ヴァレリー・プレイムがCIAエージェントだと身分を漏洩した。この事件はプレイム事件と言われる。また、そもそもニジェールは先の湾岸戦争では多国籍軍に参加してイラクと交戦した国であり、イラクに兵器転用可能なウランを売る事などあり得ないのである。